# Göçkündemirci, Amasra
Göçkündemirci là một xã thuộc huyện Amasra, tỉnh Bartın, Thổ Nhĩ Kỳ. Dân số thời điểm năm 2011 là 260 người.